# Euchromia fulvida
Euchromia fulvida är en fjärilsart som beskrevs av Butler 1888. Euchromia fulvida ingår i släktet Euchromia och familjen björnspinnare. Inga underarter finns listade i Catalogue of Life.